# عبد الله أحمد حسن
عبد الله أحمد حسن واسم الولادة ألبرت تشيبكوروي (بالإنجليزية: Albert Chepkurui) هو عداء مسافات طويلة قطري من أصل كيني ولد في يوم 29 يوليو 1981 في مدينة كابتاراكوا في كينيا، إختص بسباقات ال10 ألف متر و 5000 متر ونصف الماراثون، وقد بدأ بتمثيل قطر منذ سنة 2003 مع زميله سيف سعد شاهين.

## روابط خارجية
- عبدالله أحمد حسن على موقع الاتحاد الدولي لألعاب القوى (الإنجليزية)
- عبدالله أحمد حسن على موقع الدوري الماسي (الإنجليزية)
- عبدالله أحمد حسن على موقع أوليمبيديا (الإنجليزية)